# Nicolas Dupont (facteur d'orgues)
Pour les articles homonymes, voir Nicolas Dupont et Dupont.
Nicolas Dupont (1714-1781) est un facteur d'orgues français, sans doute l'un des plus grands de Lorraine.

## Biographie
Nicolas Dupont nait le 3 octobre 1714 à Domnon-lès-Dieuze en Lorraine. Après son apprentissage, il complète sa formation à Paris chez l'illustre facteur du roi François Thierry, avant de revenir s'installer à côté de Nancy, dans le village de Malzéville. Le prestige attaché à son perfectionnement parisien lui permet de sélectionner sa clientèle, pour laquelle il construit des instruments monumentaux à nul autre pareils en Lorraine.
Son frère, Joseph Dupont (1721-1792), travaille avec lui jusqu'en 1765, puis il part s'établir à Metz. À noter que les deux frères rencontrèrent Jean-André Silbermann à Phalsbourg en 1746.
Nicolas meurt le 3 mars 1781 à Nancy, sa succession étant assurée par le meilleur de ses nombreux élèves, Jean-François Vautrin.

## Œuvre
Ses ouvrages les plus représentatifs, classés Monuments Historiques, sont:
- L'un des rares orgues totalement dépourvus de montre, sans tuyauterie apparente[2], pour l'église Saint-Jacques de Lunéville, en 1751,  Classé MH[3].
- Le grand orgue de la cathédrale de Toul, 1755, disparu dans un incendie en 1940 et remplacé en 1963 par un grand orgue Schwenkedel.
- Le grand orgue de la cathédrale de Nancy, 1763, son plus grand orgue construit, reconstruit par Aristide Cavaillé-Coll en 1861 et conservant les jeux de Dupont,  Classé MH[4]
- Le grand orgue de la cathédrale de Verdun, construit en 1766, dont les jeux sont toujours ceux de Nicolas Dupont  Classé MH[5]
- L'orgue de l'Abbatiale Saint-Pierre-et-Saint-Paul de Neuwiller-lès-Saverne, 1778,  Classé MH[6]
- L'orgue de l'Église Saint-Alpin de Châlons-en-Champagne, 1762 (29 jeux dont 12 d'origine de N. Dupont, le reste principalement de Jacquet),  Classé MH[7].

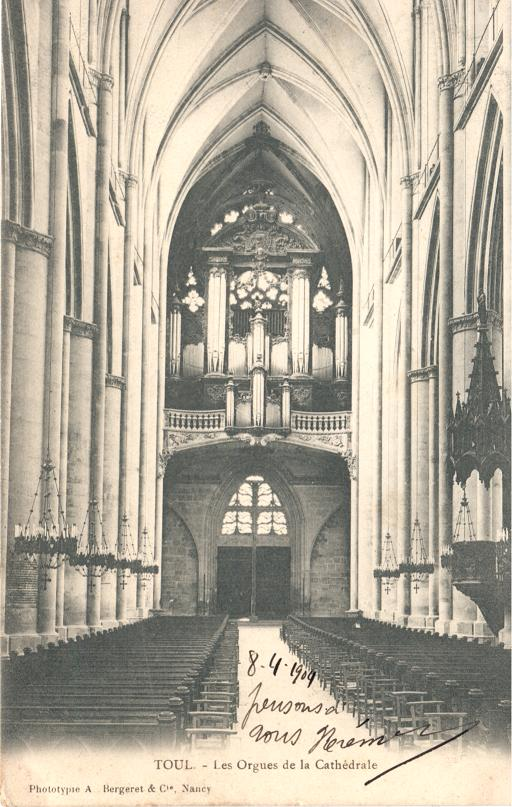
cathédrale de Toul
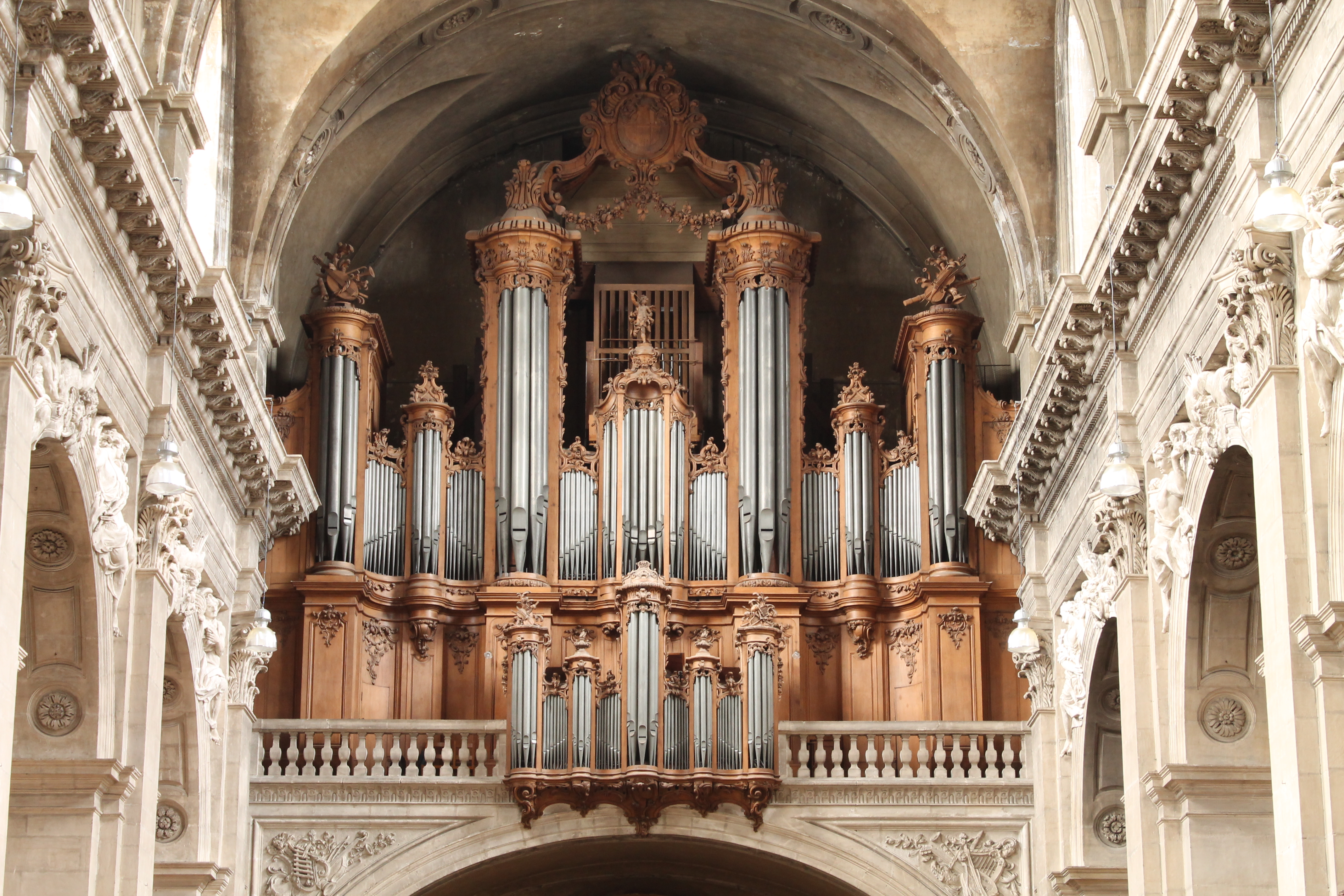
cathédrale de Nancy
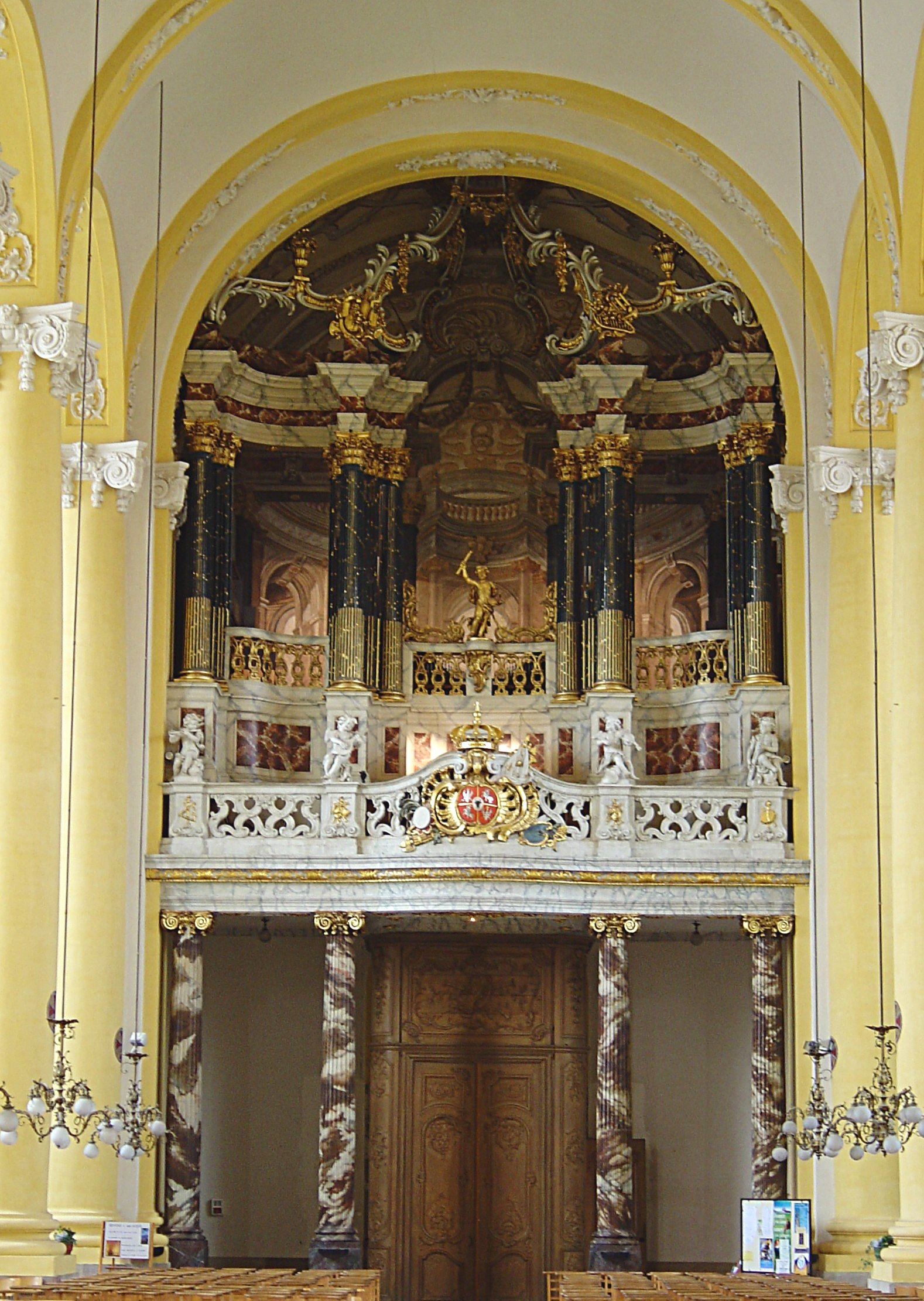
Saint-Jacques de Lunéville
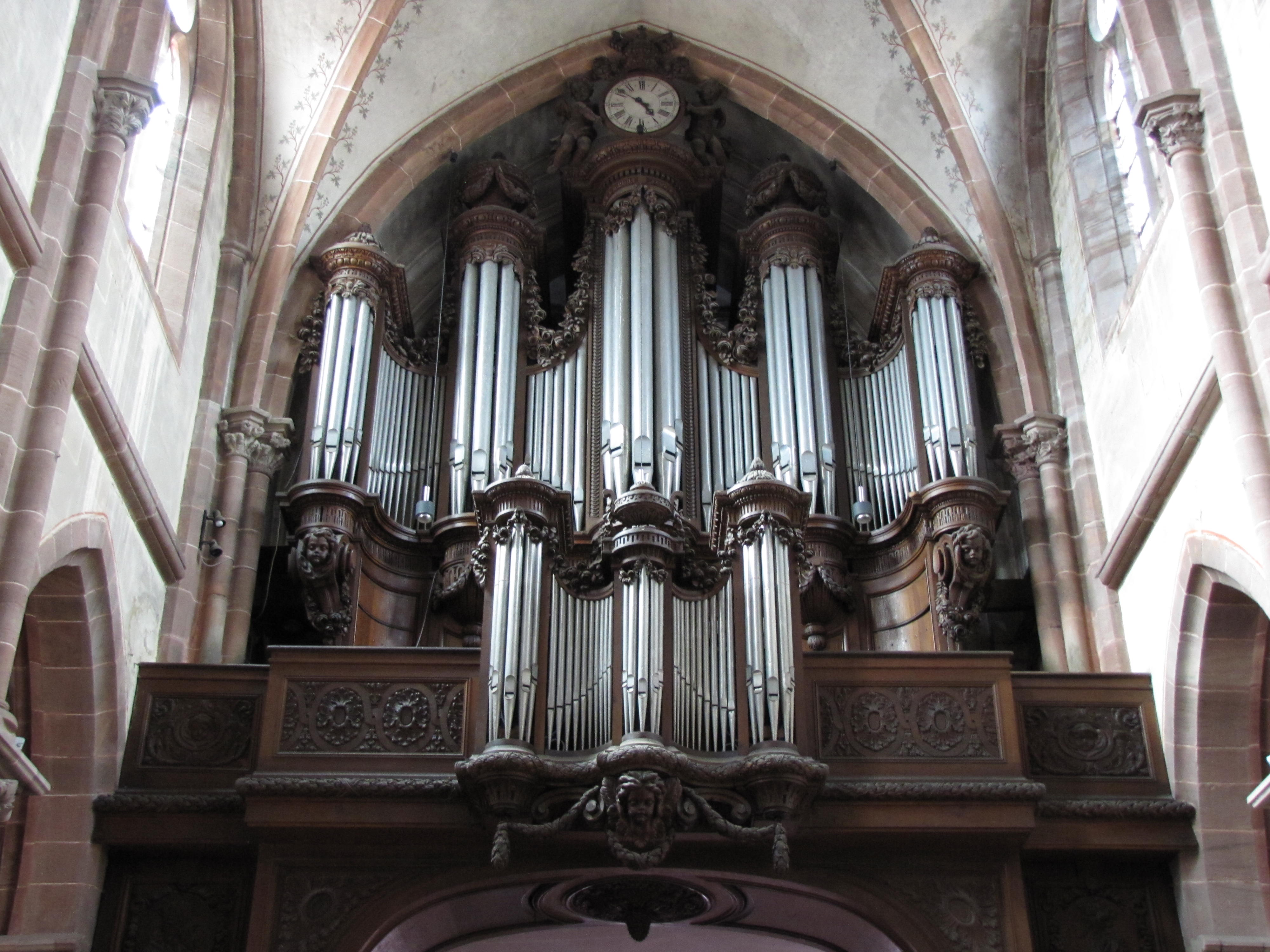
Neuwiller-lès-Saverne
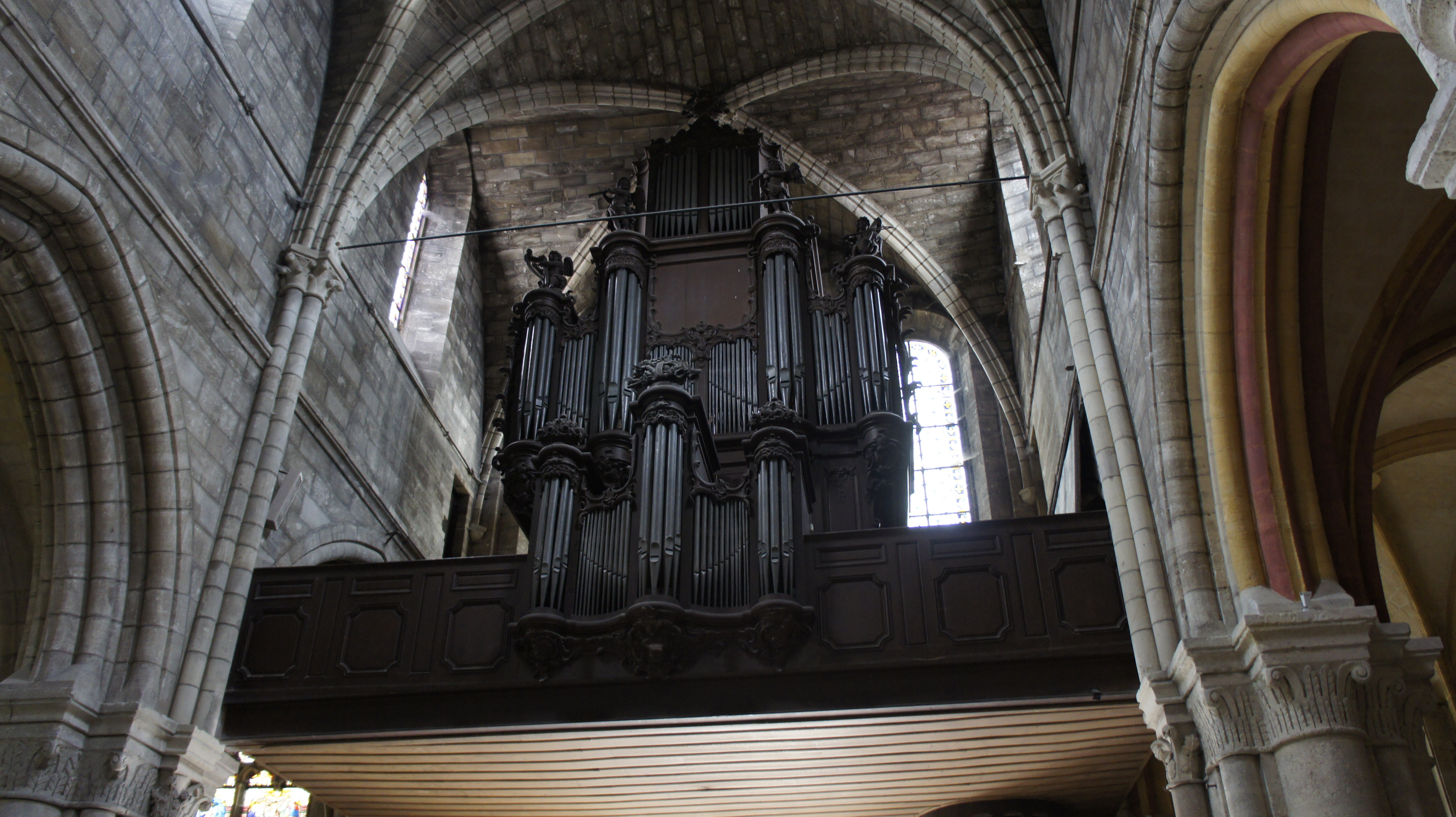
Châlons-en-Champagne, St Alpin

### Sources
- ASSECARM, Orgues de Lorraine: Meuse, Éditions Serpenoise, 1992,  (ISBN 2-87692-127-8)
- Norbert Dufourcq, Le Livre de l'Orgue Français, tome III, la Facture, volume 2, PICARD 1975,  (ISBN 2-7084-0031-2)